# Hasselt
Hasselt é uma cidade e um município da Bélgica localizado no distrito de Hasselt, província de Limburgo, região da Flandres.
Hasselt é a capital da província de Limburgo e faz parte da euro-região Meuse-Rhine.
Foi fundada no século VII nas margens do rio Helbeek, um afluente do Demer.
No século XI fazia parte do condado de Loon, área aproximadamente correspondente à actual província do Limburgo. 
Em 1165 a sua designação torna-se oficial, e pouco tempo depois obteve o estatuto de cidade, atribuído pelo Conde Arnaldo IV.
A sua importância acabou por superar a de Borgloon, então ainda capital do condado.
Em 1366 o condado é incluído no bispado de Liège, situação que dura até ao final do século XVIII.
Em 1794 é anexado pela França. Maastricht torna-se na capital da região denominada Baixo Meuse. Após a derrota de Napoleão e da união com os Países Baixos, a designação de Limburgo é adoptada.
Em 1830, aquando da independência da Bélgica, a designação de Limburgo mantém-se, dando lugar a duas províncias homónimas, na Bélgica e nos Países Baixos.